# آرامگاه سید عبدالله داعی
بقعه سید عبدالله داعی مربوط به اوایل دوره قاجار است و در دزفول، محله رود بند واقع شده و این اثر در تاریخ ۱۲ بهمن ۱۳۸۱ با شمارهٔ ثبت ۷۰۹۸ به‌عنوان یکی از آثار ملی ایران به ثبت رسیده است.